# La Gorgone e gli eroi
La Gorgone e gli eroi è un dipinto a olio su tela del pittore italiano Giulio Aristide Sartorio. Venne dipinto tra il 1895 circa e il 1899 e oggi si conserva alla galleria nazionale d'arte moderna di Roma. Assieme al quadro Diana di Efeso e gli schiavi, l'opera costituisce un dittico.

## Storia

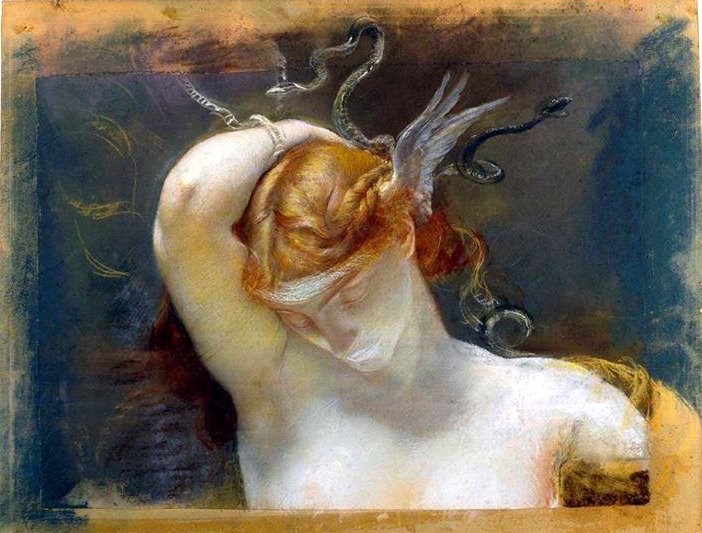
Uno studio per la Gorgone.

Giulio Aristide Sartorio decise di realizzare una tela incentrata sul tema dei sogni e della vanità umana dopo aver letto un passo tratto dal romanzo Trionfo della morte di Gabriele D'Annunzio (1894), che si ispira, a sua volta, a una celebre citazione tratta da La tempesta, l'ultima opera teatrale di William Shakespeare: "Gli uomini sono fatti della sostanza medesima dei loro sogni". Il tema potrebbe essere stato influenzato anche dall'arte simbolista tedesca, nota al Sartorio grazie a un soggiorno a Weimar.
L'idea iniziale era quella di realizzare una tela larga otto metri e che si sarebbe intitolata Gli uomini e le chimere, nella quale avrebbe raffigurato una massa di uomini e donne nudi attorno a una statua della dea Diana (il tema effettivo di Diana di Efeso e gli schiavi). Tuttavia, dopo aver dipinto questa composizione, Sartorio non si ritenne soddisfatto ed elaborò la figura della Gorgone, che costituì un nuovo fulcro dell'opera. Per questo motivo egli decise di dividere in due parti il quadro. formando un dittico. Una volta completate, le sue tele vennero esposte alla terza Biennale di Venezia, che si tenne nel 1899. Alla fine della Biennale, il dittico venne acquistato dal ministero dell'istruzione per la galleria nazionale d'arte moderna. Nello stesso museo si trovano degli studi a olio databili al 1895 circa che raffigurano la testa, il busto e le cosce della figura femminile (il primo studio era già stato esposto alla primissima Biennale del 1895).

## Descrizione
La protagonista della composizione è la Gorgone, probabilmente Medusa, che domina il lato destro dell'opera. Invece di avere l'intera chioma composta da serpenti, i suoi capelli sono lunghissimi e biondi e solo alcuni hanno un aspetto serpentino. Ai lati della testa ella ha due piccole ali nere, mentre un altro paio di colore bianco spunta dalle sue caviglie (in modo molto simile ai calzari alati di Ermete, che secondo il mito furono indossati da Perseo per andare a uccidere Medusa). La posa della figura richiama il dipinto La ninfa del bosco di Giovanni Costa, conservato nella Galleria comunale d'arte moderna di Roma. La posizione del suo corpo, infatti, segue una linea a S, dato che il capo e il busto sono inclinati verso sinistra, il ventre sporge verso destra e la gamba destra sembra inclinarsi nella direzione opposta.

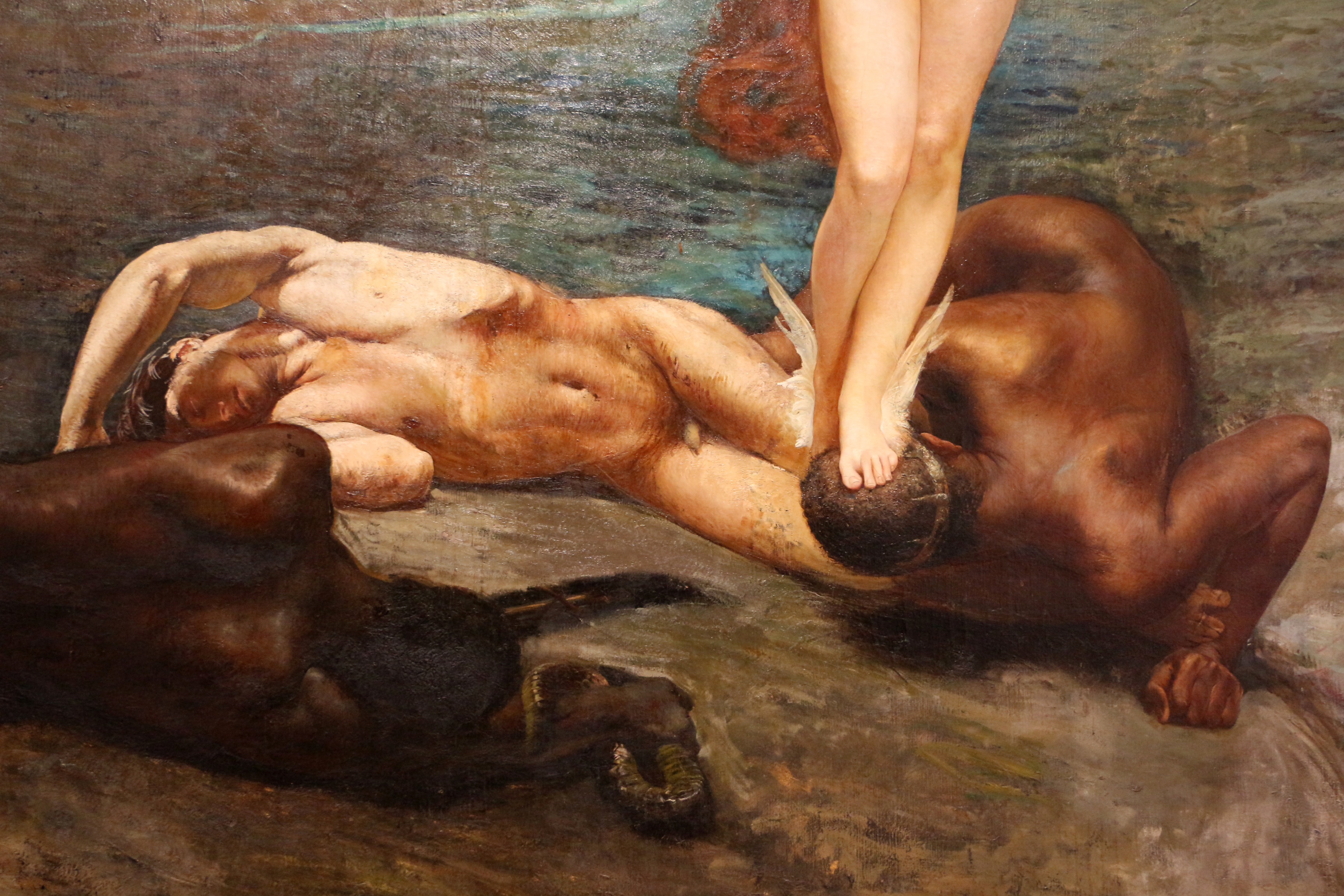
Un dettaglio degli eroi.

Secondo Apollodoro, le Gorgoni venivano descritte come delle creature orribili, con i capelli serpentini, delle zanne da cinghiale, le mani di bronzo e la pelle squamosa: qui invece, a parte per qualche ciuffo ofidico e per la presenza delle ali, Medusa è una donna splendida il cui corpo svestito non presenta alcuna mostruosità. Ed è proprio qui che risiede il significato della tela. Il tema dell'opera è la bellezza, rappresentata allo stesso tempo sia come vita che come morte, in chiave decadentista. Medusa infatti sovrasta tre guerrieri muscolosi stramazzati al suolo e schiaccia la testa di uno di questi con il piede. L'uomo dalla pelle "ramata" indossa una corona, mentre un altro con la pelle scura tiene un serpente con una mano. L'illuminazione fa quasi sembrare pietroso il corpo del terzo uomo, dalla pelle bianca: di qualsiasi etnia siano, questi eroi sono stati tutti vinti dalla Gorgone seduttrice, che guarda soddisfatta mentre si sistema i capelli. Questa interpretazione del mito si sposa bene con la figura della donna fatale (femme fatale), molto presente nella letteratura decadentista. Sullo sfondo si trova il mare, sovrastato da un cielo pieno di nubi scure.